# Satureja parnassica
Satureja parnassica là một loài thực vật có hoa trong họ Hoa môi. Loài này được Heldr. & Sart. ex Boiss. miêu tả khoa học đầu tiên năm 1879.